# Kunsági hímzés
A kunsági hímzés a Duna-Tisza közén található két tájegységre - Nagykunság és Kiskunság - jellemző kézimunka.

## Technika
A kunsági hímzés párna végeken maradt fent. Szabadrajzos előrajzoláson szálánvarrott technikát alkalmaztak. Az alapanyag a Nagykunságban lenvászon, amelyre megfelelően kikészített, finomított szőrszállal hímeztek. A Kunságban gyakori volt a szűcshímzés, és szűrhímzés, amelyeket melegebb ruhadarabokon alkalmaztak.

## Szín- és formavilág
A hímzések színvilága kék, drapp, igazodik a használt szőrfonalak mérsékelt színezési lehetőségeihez. A technikához igazodóan a formavilág geometrikus, gyakori a tükrözés, valamint a központi csokorszerű elrendezése a motívumoknak. A gyakran használt motívumok: rozetták, tulipánok, levelek.